# Canton de Randan
Le canton de Randan est une ancienne division administrative française située dans le département du Puy-de-Dôme en région d'Auvergne. Il a été supprimé en 2015 à l'issue des élections départementales.

## Géographie
Ce canton est organisé autour de Randan dans l'arrondissement de Riom. Son altitude varie de 256 m (Saint-Priest-Bramefant) à 407 m (Saint-Denis-Combarnazat) pour une altitude moyenne de 335 m.

## Histoire
- De 1833 à 1848, les cantons de Randan et d'Ennezat avaient le même conseiller général. Le nombre de conseillers généraux était limité à 30 par département.
- Les redécoupages des arrondissements intervenus en 1926 et 1942 n'ont pas affecté le canton de Randan.
- Le canton a été supprimé en mars 2015 à la suite du redécoupage des cantons du département : les dix communes intègrent le canton de Maringues[1].

## Représentation

### Conseillers généraux de 1833 à 2015
| Période | Période           | Identité                                    | Étiquette           | Qualité |
| ------- | ----------------- | ------------------------------------------- | ------------------- | --- |
| 1833    | 1842              | François Dalmas                             |                     | Notaire, maire d'Ennezat |
| 1842    | 1845              | Louis Alexandre Tardif (1797-1877)          |                     | Inspecteur des forêts du Roi, conseiller d'arrondissement                                                                     |
| 1845    | 1846 (annulation) | Annet Tallon                                |                     | Avocat, maire de Riom |
| 1846    | 1848              | Louis Alexandre Tardif                      |                     | Inspecteur des forêts de Son Altesse Royale Adélaïde d'Orléans                                                                |
| 1848    | 1871              | Annet Tallon                                |                     | Avocat, maire de Riom, ancien conseiller général du canton d'Ennezat                                                          |
| 1871    | 1876 (démission)  | Gilbert Le Guay                             | Républicain         | Notaire à Randan, député (1885-1889), sénateur (1889-1891) Nommé Secrétaire général de la Préfecture de Haute-Savoie en 1876  |
| 1876    | 1880              | Eugène Rouher                               | Droite Bonapartiste | Avoué puis avocat Député (1848-1849, 1872-1881) Sénateur (1856-1870) Ministre Ancien conseiller général du canton de Riom-Est |
| 1880    | 1886              | Fernand de Moroges (1838-1896)              | Droite              | Inspecteur de la Compagnie générale transatlantique Propriétaire à Randan                                                     |
| 1886    | 1904              | Jean Corre                                  | Rad.                | Notaire, maire de Randan |
| 1904    | 1919              | Jean-Julien Corre (cousin du précédent)     | Rad.                | Notaire, maire de Randan |
| 1919    | 1926 (décès)      | Philippe Gazet                              | Rad.                | Expert, Randan, conseiller d'arrondissement                                                                                   |
| 1926    | 1940              | Germain Moinard                             | Rad.                | Propriétaire - Maire de Randan, conseiller d'arrondissement Nommé conseiller départemental en 1942                            |
|         |                   |                                             |                     | |
| 1945    | 1949              | Julien Corre (1911-1974, fils de J.J.Corre) | Rad. -RGR           | Propriétaire à Randan |
| 1949    | 1955              | Paul Fayolle                                | DVD                 | Médecin, ancien conseiller d'arrondissement (révoqué en 1942 par le Gouvernement de Vichy)                                    |
| 1955    | 1961              | Julien Corre                                | Rad.                | Propriétaire à Randan |
| 1961    | 1973              | Fernand Gailler                             | SFIO puis PS        | Cultivateur-exploitant, maire de Saint-Sylvestre-Pragoulin                                                                    |
| 1973    | 1997 (décès)      | Jean-Francisque Chaux (1920-1997)           | PS                  | Menuisier, sénateur suppléant Maire de Mons                                                                                   |
| 1997    | 2004              | Marcel Pironin                              | PS                  | Instituteur retraité Maire de Saint-Sylvestre-Pragoulin                                                                       |
| 2004    | 2015              | Éric Gold                                   | PS puis DVG         | Enseignant Maire de Saint-Priest-Bramefant (1995-2017) Elu en 2015 dans le Canton de Maringues                                |

### Conseillers d'arrondissement (de 1833 à 1940)
| Période                                  | Période      | Identité                                        | Étiquette                       | Qualité |
| ---------------------------------------- | ------------ | ----------------------------------------------- | ------------------------------- | --- |
| 1833                                     | 1836 (décès) | François Alexandre, Baron de Forget (1786-1836) |                                 | Ancien Sous-Préfet de Riom, puis Préfet de l'Aude, propriétaire à Paris et à Maringues                      |
| 1836                                     | 1842         | Louis-Alexandre Tardif                          |                                 | Inspecteur des Forêts du domaine privé du Roi, propriétaire à Randan                                        |
| 1842                                     | 1845         | Jean-Baptiste Lapeyre                           |                                 | Maire de Saint-Priest-Bramefant                                                                             |
| 1845                                     | 1848         | François-Joseph Dumontel                        |                                 | Notaire, maire de Randa                                                                                     |
| 1848                                     | 1864         | Paul-Antoine Giat                               |                                 | Notaire à Randan                                                                                            |
| 1864                                     | 1871         | Louis-Émile Chalvon                             |                                 | Notaire à Randan                                                                                            |
| 1871                                     | 1874         | Claude Bailhon du Guérinet                      |                                 | Maire de Saint-Priest-Bramefant                                                                             |
| 1874                                     | 1880         | Camille Raynaud                                 |                                 | Officier de santé, maire de Villeneuve-les-Cerfs                                                            |
| 1880                                     | 1886         | Joachim-Louis-Charles Aufauvre                  |                                 | Notaire à Randan                                                                                            |
| 1886                                     | 1892         | Alexandre Chabert                               |                                 | Propriétaire à Randan                                                                                       |
| 1892                                     | 1906 (décès) | Émile Alix                                      | Républicain                     | Maire puis conseiller municipal de Randan                                                                   |
| 12 août 1906                             | 1913         | Gustave Busset (1867-1933)                      | Républicain Radical             | Conseiller municipal de Randan                                                                              |
| 1913                                     | 1919         | Philippe Gazet                                  | Radical                         | Expert, Randan                                                                                              |
| 1919                                     | 1926         | Germain-Claude Moinard                          | Radical                         | Maire de Randan                                                                                             |
| 1926                                     | 1940         | Paul Fayolle (1891-1973)                        | Républicain anticartelliste URD | Médecin à l'hôpital de Randan, révoqué par le Gouvernement de Vichy en 1942                                 |
| 1940                                     |              |                                                 |                                 | Les conseils d'arrondissement ont été suspendus par la loi du 12 octobre 1940 et n'ont jamais été réactivés |
| Les données manquantes sont à compléter. |              |                                                 |                                 | |

## Composition
Le canton de Randan groupait, avant le redécoupage, 10 communes et comptait 6 363 habitants en 2012 (population municipale).
| Nom                       | Code Insee | Intercommunalité  | Superficie (km2) | Population (dernière pop. légale) | Densité (hab./km2) |
| ------------------------- | ---------- | ----------------- | ---------------- | --------------------------------- | ------------------ |
| Randan (chef-lieu)        | 63295      | CC Plaine Limagne | 15,65            | 1 573 (2014)                      | 101                |
| Bas-et-Lezat              | 63030      | CC Plaine Limagne | 12,59            | 303 (2014)                        | 24                 |
| Beaumont-lès-Randan       | 63033      | CC Plaine Limagne | 5,99             | 277 (2014)                        | 46                 |
| Mons                      | 63232      | CC Plaine Limagne | 13,82            | 510 (2014)                        | 37                 |
| Saint-André-le-Coq        | 63317      | CC Plaine Limagne | 18,02            | 527 (2014)                        | 29                 |
| Saint-Clément-de-Régnat   | 63332      | CC Plaine Limagne | 15,00            | 539 (2014)                        | 36                 |
| Saint-Denis-Combarnazat   | 63333      | CC Plaine Limagne | 10,21            | 217 (2014)                        | 21                 |
| Saint-Priest-Bramefant    | 63387      | CC Plaine Limagne | 19,06            | 887 (2014)                        | 47                 |
| Saint-Sylvestre-Pragoulin | 63400      | CC Plaine Limagne | 23,81            | 1 083 (2014)                      | 45                 |
| Villeneuve-les-Cerfs      | 63459      | CC Plaine Limagne | 9,89             | 534 (2014)                        | 54                 |

## Démographie
| 1962  | 1968  | 1975  | 1982  | 1990  | 1999  | 2006  | 2011  | 2012  |
| ----- | ----- | ----- | ----- | ----- | ----- | ----- | ----- | ----- |
| 5 061 | 4 750 | 4 839 | 5 172 | 5 347 | 5 341 | 5 815 | 6 267 | 6 363 |